# 대곶중학교
대곶중학교(大串中學校)는 대한민국 경기도 김포시 대곶면 율생리에 있는 공립 중학교이다.

## 학교 연혁
- 1971년 7월 25일 : 대곶중학교 설립 인가
- 1971년 12월 28일 : 9학급 설립 인가
- 1972년 2월 15일 : 초대 김복영 교장 취임
- 1975년 1월 20일 : 제1회 졸업식 (180명)
- 1998년 10월 10일 : 체육관 준공
- 2001년 6월 30일 : 선양원(급식소) 준공
- 2001년 12월 30일 : 3층 3.5실 증축 준공(멀티실, 연구실, 휴게실, 도서실, 상담실)
- 2005년 4월 15일 : 테니스부 창단
- 2006년 10월 20일 : 학교 숲 조성 완공
- 2007년 5월 23일 : 인조 잔디구장 개장
- 2010년 1월 12일 : 경기도교육청 혁신학교 지정(2010년~2013년 4년간)
- 2013년 3월 4일 : 융합인재교육 연구학교 운영
- 2020년 9월 1일 : 제17대 김찬중 교장 취임
- 2020년 12월 16일 : 혁신성장나눔 릴레이
- 2022년 9월 1일 : 경기도교육청 4기 혁신학교(자율학교) 재지정
- 2024년 1월 10일 : 제50회 졸업식(47명, 총 6,161명)

## 참고 자료
- 대곶중학교 - 한국교육학술정보원 학교알리미